# Presseck
Presseck település Németországban, azon belül Bajorországban. Lakosainak száma 1715 fő (2023. december 31.).

## Népesség
A település népessége az elmúlt években az alábbi módon változott:
| Lakosok száma | 985  | 1142 | 1503 | 2369 | 1855 | 1840 | 1844 | 1806 | 1698 | 1715 |
|               | 1875 | 1950 | 1975 | 1987 | 2012 | 2014 | 2016 | 2017 | 2021 | 2023 |